# 4575 Broman
4575 Broman (mednarodno ime je tudi 4575 Broman) je asteroid v glavnem asteroidnem pasu. 

## Odkritje
Asteroid je odkrila ameriški astronomka Eleanor Francis Helin ( 1932 – 2009) 26. junija 1987 na Observatoriju Palomar. Asteroid se imenuje po ameriškem astronomu Brianu  Romanu.

## Lastnosti
Asteroid Broman obkroži Sonce v 5,19 letih. Njegova tirnica ima izsrednost 0,046, nagnjena pa je za 10,915° proti ekliptiki.